# Шарпак, Натали
Натали Шарпак (фр. Nathalie Charpak, род. 1955) — французский и колумбийский педиатр. Натали — основатель и директор Фонда кенгуру, а также младший научный сотрудник Папского университета Ксавьериана, её исследования сосредоточены на уходе за недоношенными детьми с низкой массой тела при рождении и применении метода кенгуру. Работа Шарпак принесла ей и Фонду Кенгуру множество наград, в том числе Орден Почётного легиона и премию «Спасение детей» за инновации в области здравоохранения. Её отец — лауреат Нобелевской премии по физике Жорж Шарпак.

## Ранние годы и образование
Шарпак выросла недалеко от границы Франции и Швейцарии, а затем переехала в Париж, чтобы завершить своё университетское образование. Она получила медицинскую степень в Университете Париж-Юг в 1981 году, затем специализировалась на тропической медицине и диетологии в 1983 году в Университете Пьера и Марии Кюри, а затем на педиатрии в Университете Париж-Юг в 1987 году. Шарпак переехала в Колумбию в 1987 году со своим партнёром Хосе Тиберио Эрнандесом. Правительство Колумбии признало её учёные степени в 1988 году. Шарпак занимается медицинской практикой, исследованиями и является общественным деятелем в Колумбии. За её заслуги перед нацией правительство Колумбии своим указом в 2010 году предоставило ей гражданство Колумбии.

## Карьера
Шарпак работала врачом в нескольких французских больницах, прежде чем переехать в Колумбию в 1987 году. Затем она работала врачом и сотрудничающим исследователем в Папском университете Ксавьериана в Боготе, связь с этим университетом она сохраняла на протяжении всей своей карьеры. В 1988 году она начала работать в Колумбийском институте матери и ребенка (Instituto Materno-Infantil), где познакомилась с Санабрией и Мартинесом, пионерами метода кенгуру — нового метода ухода за недоношенными детьми с низкой массой тела при рождении. Шарпак присоединилась к первому в мире центру ухода за детьми по методу кенгуру в 1989 году и провела несколько исследований, направленных на совершенствование техники и установление её влияния на младенцев и их семьи. В 1993 году она и неонатолог Зита Фигероа стали соучредителями программы по уходу методом кенгуру в Институте социального обеспечения в Боготе. В 1994 году она стала соучредителем Фонда Кенгуру с целью создания структурированного международного учебного и исследовательского центра метода. В 2001 году она и Фонд Кенгуру создали Программу Kangaroo Mother в Университете Ксавьериана. В настоящее время программа ежегодно обслуживает более 1000 младенцев и служит учебным центром как для местных, так и для зарубежных медицинских работников. В этих учреждениях подготовлено более 75 медицинских бригад из более чем 35 стран. Всемирная организация здравоохранения признала Фонд Кенгуру ведущим мировым учреждением по методу кенгуру и обратилась к фонду с просьбой разработать всемирные рекомендации по методу кенгуру в 2003 году.

## Публикации

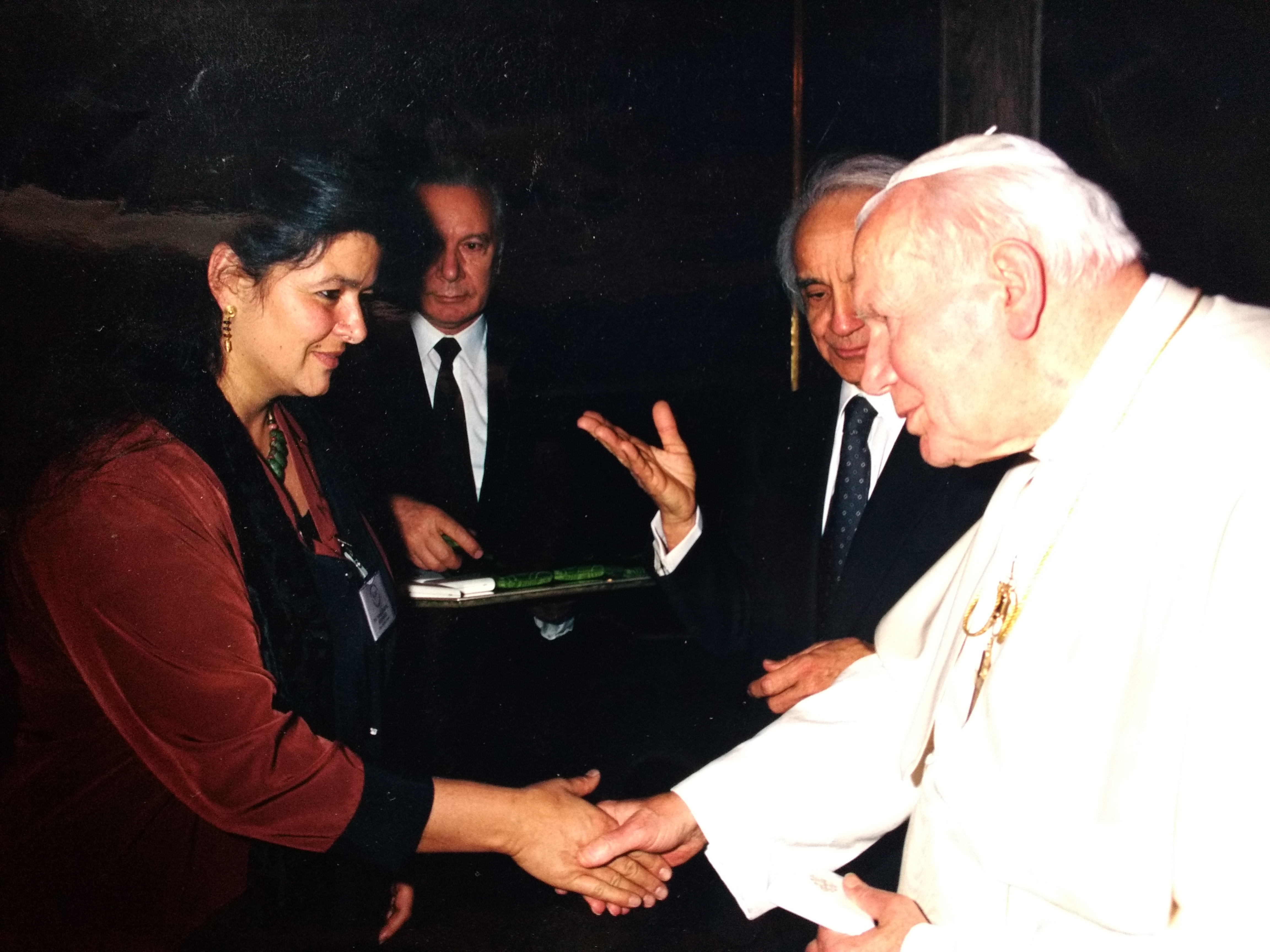
Доктор Шарпак получает медаль Сан-Валентино из рук Иоанна Павла II, 1999 год

Шарпак является соавтором более 120 исследовательских статей, которые цитировались более 2872 раз. Её индекс Хирша равен 22, а восемь её статей цитировались более 100 раз каждая. Она также написала главы для восьми книг и является автором двух книг для широкой публики, которые были переведены более чем на пять языков: La methode kangourou: Comment les mères des enfants prématurés se substituent aux couveuses (1996) и Kangaroo Babies: A Different Way of Mothering (2006). Она также является соавтором нескольких технических публикаций, в том числе рекомендаций ВОЗ по уходу за детьми по методу кенгуру. В 2016 году она выпустила публикацию в сотрудничестве с Grand Challenges Canada, в которой представлены результаты 20-летнего наблюдения за методом кенгуру по сравнению с традиционным уходом. Она получила широкий общественный резонанс и была освещена более чем в 50 изданиях в разных странах.

## Награды и почести
Шарпак получила несколько наград в 1990-х годах, в том числе награду Fundacion San Valentino в 1999 году, вручённую Папой Иоанном Павлом II. В 2000-х годах она получила больше наград, таких как премия Colsubsidio и премия Best Practices for Global Health Award. В 2010 году она получила награду за выдающиеся достижения в области сотрудничества Юг-Юг, за которой последовало множество достижений в 2013 году, в том числе награда за инновации в области здравоохранения от GlaxoSmithKline и Save the Children.